# Rooddijtantesidonia
Rooddijtantesidonia (Dichetophora obliterata) is een vliegensoort uit de familie van de slakkendoders (Sciomyzidae). De wetenschappelijke naam van de soort is voor het eerst geldig gepubliceerd in 1805 door Fabricius.

## Kenmerken
De slanke vliegen, die ongeveer 8 mm lang zijn, hebben een grijze thorax en het achterlijf is roodoranje gekleurd. De poten zijn overwegend lichtgeel van kleur. De apicale uiteinden van de femora zijn opvallend rood gekleurd. Dit onderscheidt de soort van de zeer vergelijkbare soort gele tantesidonia (Dichetophora finlandica). Twee rode lengtestrepen lopen over de samengestelde ogen. De bovenkant van het hoofd is oranje, de antennes zijn lichtrood. De vleugels hebben bruine aderen. Er zijn ten minste twee zijdelings verschoven rijen donkerbruine vlekken op de voorkant van de vleugel. De vleugels, over de buik gevouwen, hebben aan de randen een schaakbordachtig patroon.

## Verspreiding
Dichetophora obliterata is wijdverspreid in Midden- en Zuid-Europa. In het noorden strekt het voorkomen zich uit tot de Benelux en Engeland, in het zuiden tot Noord-Afrika. In het oosten strekt het verspreidingsgebied zich uit tot in het oostelijke Palearctische gebied.

## Levenswijze
De vliegen worden waargenomen in de zomer en de herfst, rond juli tot oktober. Vochtige gebieden worden beschouwd als het typische leefgebied van de soort, maar ze komen ook in andere biotopen voor. Vrouwtjes leggen hun eieren op de schelpen van landslakken na een preovipositieperiode van maximaal twee maanden. In laboratoriumexperimenten voedden de larven van het eerste stadium zich als endoparasitoïden op het genaveld tonnetje (Lauria cylindracea). In de volgende twee larvale stadia werden grotere gastheren geselecteerd, waaronder leden van de geslachten Helicella en Theba. Overwinteren vindt plaats als volwassen larve.

## Foto's

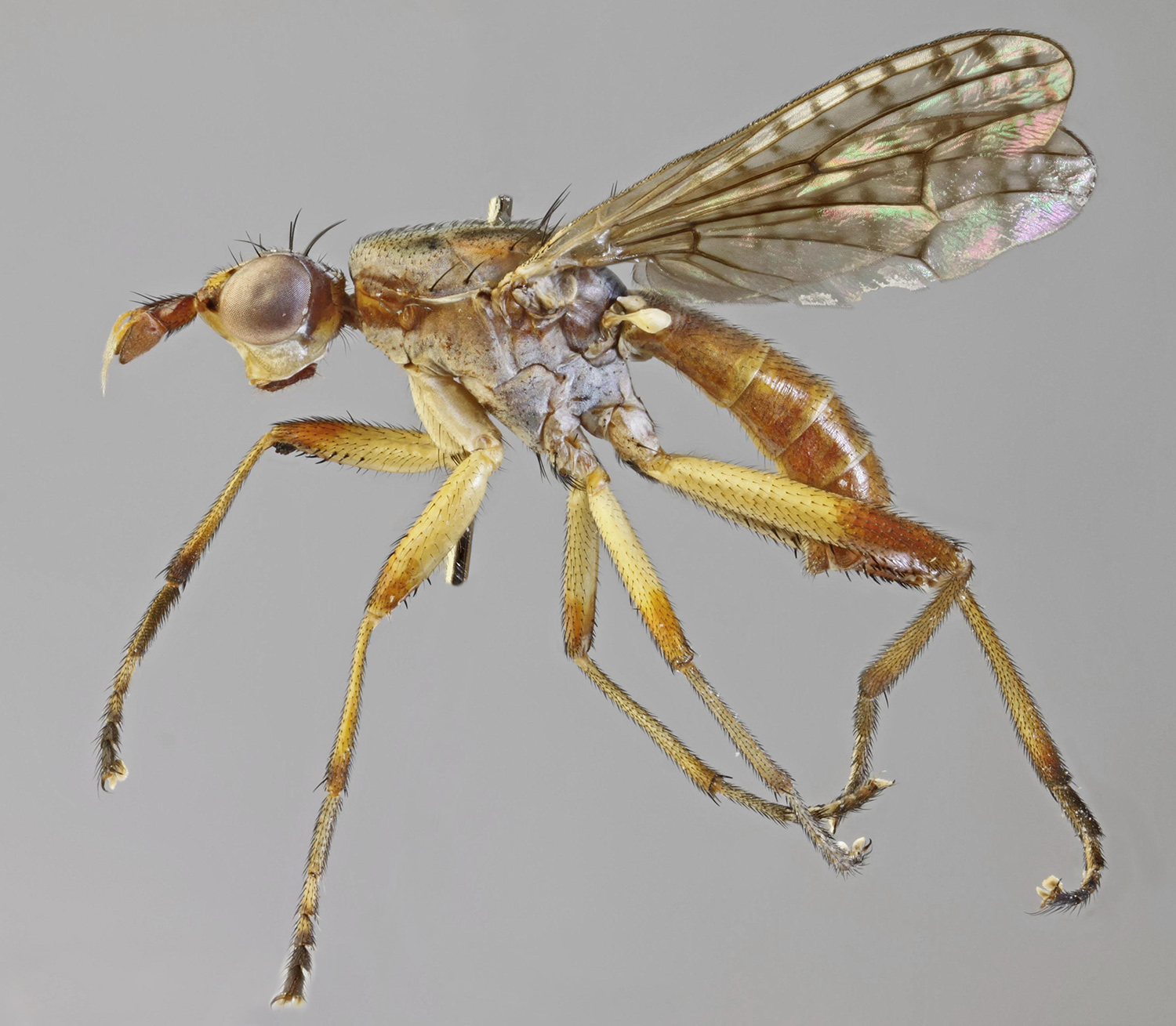
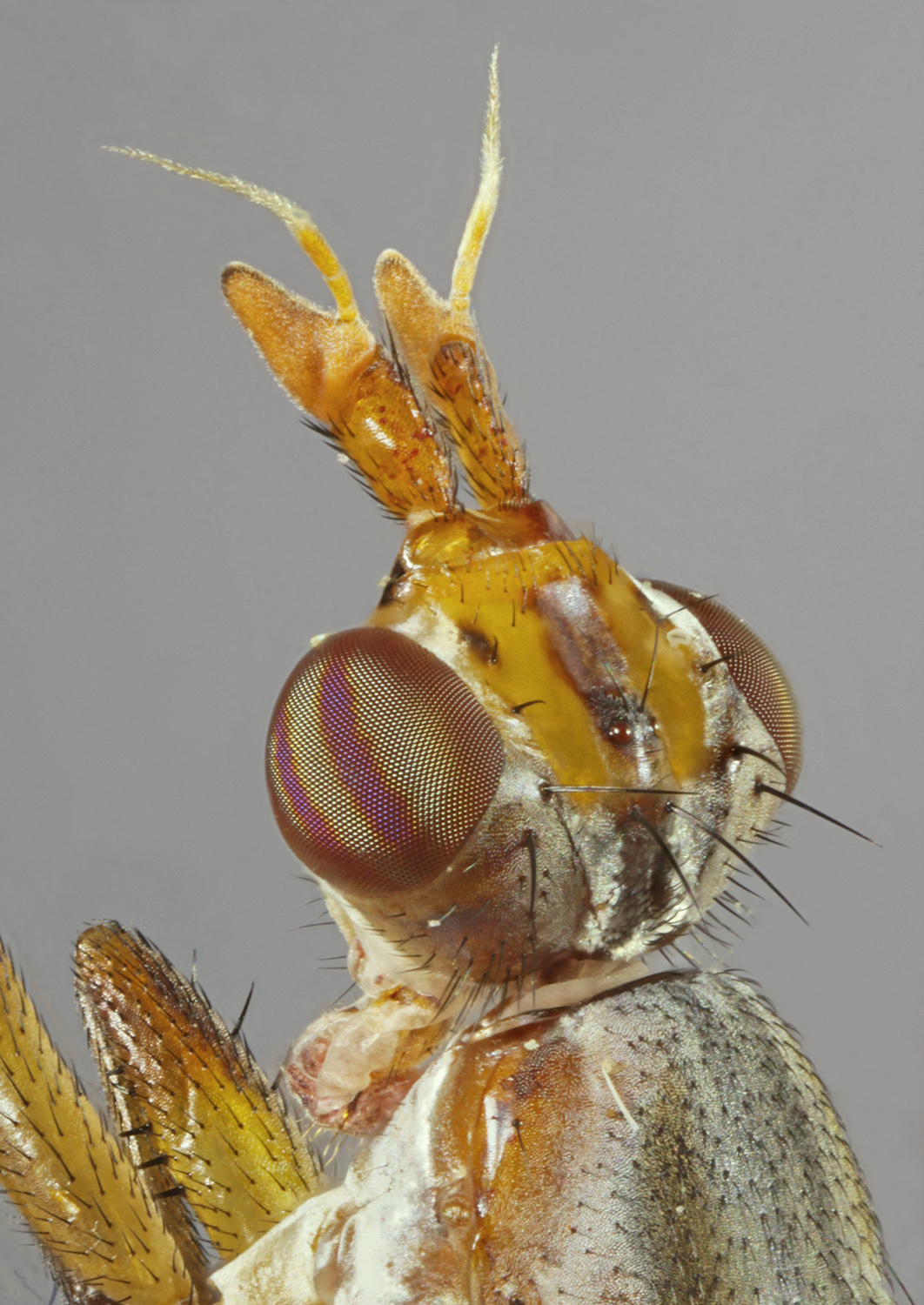
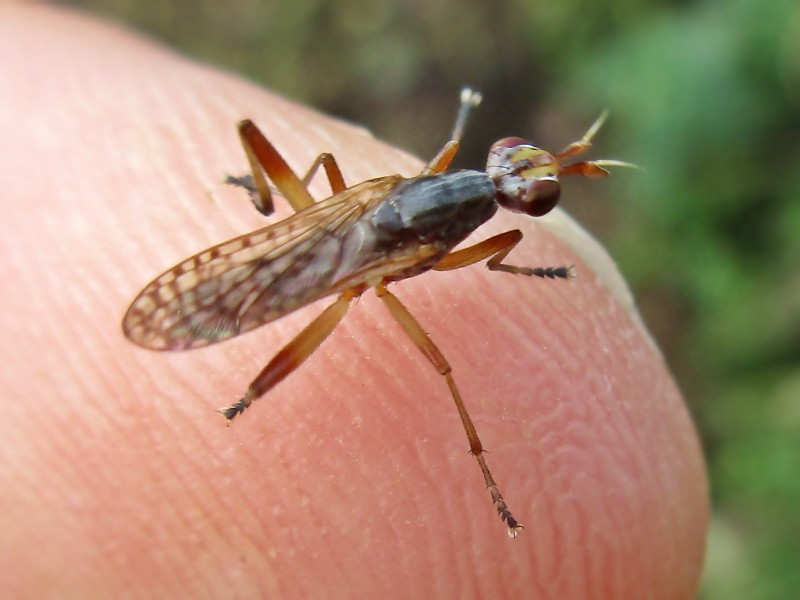